# Золотой (Курская область)
Золото́й — посёлок в Железногорском районе Курской области. Входит в состав Веретенинского сельсовета.

## География
Расположен в 8,5 км к югу от Железногорска. Состоит из одной улицы, протянувшейся с северо-востока на юго-запад. Высота над уровнем моря — 205 м. Мимо северо-восточной окраины посёлка проходит автомобильная дорога Железногорск — Курск. Ближайшие населённые пункты — посёлки Каменец и Зелёный. Также недалеко от посёлка расположен мемориальный комплекс «Большой Дуб», на месте сожжённого в 1942 году немцами населённого пункта. Золотой располагается между двумя городскими кладбищами Железногорска — «Большим Дубом» и т.н. «Новым» кладбищем.

## Этимология
Получил название от лесного урочища Золотое, расположенного к северо-востоку от посёлка, за автомобильной дорогой.

## История
Основан как отруб в начале XX века переселенцами из села Разветье. В 1926 году в посёлке было 19 дворов, проживало 127 человек (59 мужского пола и 68 женского). В то время Золотой входил в состав Веретенинского сельсовета Долбенкинской волости Дмитровского уезда Орловской губернии. В 1928 году вошёл в состав Михайловского района Центрально-Чернозёмной области. 
В начале 1930-х годов в посёлке был создан колхоз «Золотой». В этом колхозе, помимо жителей посёлка Золотой, работали жители соседнего посёлка Большой Дуб. В 1937 году в Золотом было 26 дворов. 
Во время Великой Отечественной войны, с октября 1941 года по февраль 1943 года, посёлок находился в зоне немецкой оккупации. Осенью 1942 года, в ходе карательной операции «Белый Медведь», нацистами была предпринята попытка уничтожить посёлок вместе с населением. Однако местные жители были предупреждены о надвигающейся расправе и заранее скрылись в лесу. 
В 1950 году колхоз «Золотой» был присоединён к большому колхозу имени Сабурова, центральная усадьба которого находилась в деревне Веретенино. В 1959—1985 годах, после упразднения Веретенинского сельсовета, Золотой входил в состав Михайловского сельсовета. В 1985 году возвращён в восстановленный Веретенинский сельсовет. В 2011 году посёлок был газифицирован.

## Население
| 1926 | 1979 | 2002 | 2010 |
| ---- | ---- | ---- | ---- |
| 127  | ↘55  | ↘21  | ↘16  |

## Персоналии
- Дугинов, Владислав Иванович (1929—2003) — метеоролог, краевед. Родился в Золотом.

## Улицы
В посёлке 1 улица:
- Зелёная